# Dubičné
Dubičné (Duits: Dubiken) is een Tsjechische gemeente in de regio Zuid-Bohemen, en maakt deel uit van het district České Budějovice.
Dubičné telt 331 inwoners.
Adamov ·
Bečice ·
Borek ·
Borovany ·
Borovnice ·
Boršov nad Vltavou ·
Bošilec ·
Branišov ·
Břehov ·
Čakov ·
Čejkovice ·
Čenkov u Bechyně ·
České Budějovice ·
Čížkrajice ·
Dasný ·
Dívčice ·
Dobrá Voda u Českých Budějovic ·
Dobšice ·
Dolní Bukovsko ·
Doubravice ·
Doudleby ·
Drahotěšice ·
Dražíč ·
Dříteň ·
Dubičné ·
Dubné ·
Dynín ·
Habří ·
Hartmanice ·
Heřmaň ·
Hlavatce ·
Hlincová Hora ·
Hluboká nad Vltavou ·
Homole ·
Horní Kněžeklady ·
Horní Stropnice ·
Hosín ·
Hosty ·
Hradce ·
Hranice ·
Hrdějovice ·
Hůry ·
Hvozdec ·
Chotýčany ·
Chrášťany ·
Jankov ·
Jílovice ·
Jivno ·
Kamenná ·
Kamenný Újezd ·
Komařice ·
Kvítkovice ·
Ledenice ·
Libín ·
Libníč ·
Lipí ·
Lišov ·
Litvínovice ·
Ločenice ·
Mazelov ·
Mladošovice ·
Modrá Hůrka ·
Mokrý Lom ·
Mydlovary ·
Nákří ·
Nedabyle ·
Neplachov ·
Nová Ves ·
Nové Hrady ·
Olešnice ·
Olešník ·
Ostrolovský Újezd ·
Petříkov ·
Pištín ·
Planá ·
Plav ·
Radošovice ·
Roudné ·
Rudolfov ·
Římov ·
Sedlec ·
Slavče ·
Srubec ·
Staré Hodějovice ·
Strážkovice ·
Strýčice ·
Střížov ·
Svatý Jan nad Malší ·
Ševětín ·
Štěpánovice ·
Temelín ·
Trhové Sviny ·
Týn nad Vltavou ·
Úsilné ·
Včelná ·
Vidov ·
Vitín ·
Vlkov ·
Vrábče ·
Vráto ·
Všemyslice ·
Záboří ·
Zahájí ·
Závraty ·
Zliv ·
Zvíkov ·
Žabovřesky ·
Žár ·
Žimutice